# Henri de Nompère de Champagny (1831-1885)
Pour les autres membres de la famille, voir Famille de Nompère de Champagny.
Henri Félix Stanislas Marie de Nompère de Champagny, né le 17 juin 1831 à Ploujean et mort le 10 avril 1885 au château de Kerduel (Pleumeur-Bodou), est un homme politique français.

## Biographie
Grand propriétaire terrien, Henri de Champagny a commencé sa carrière politique sous l'Empire : d'abord conseiller d'arrondissement du canton de Perros-Guirec, il devient conseiller général de ce même canton en juin 1870. La République proclamé, il est porté sur la liste conservatrice et est élu député le 8 février 1871, en cinquième position sur treize. Il redevient également conseiller général, mais est battu en 1874 lors du premier renouvellement.
Il prend place à la droite de l'Assemblée et participe à la réunion Colbert et aux travaux du Cercle des Réservoirs. Durant toute la législature, il s'associe aux conservateurs légitimistes :
- pour la paix, les prières publiques, l'abrogation des lois d'exil,
- contre le retour à Paris,
- pour le pouvoir constituant,
- pour la démission de Thiers,
- pour la prorogation des pouvoirs du Maréchal, l'état de siège et la loi des maires,
- pour le renversement du ministère de Broglie,
- contre l'amendement Wallon,
- et contre l'ensemble des lois constitutionnelles de 1875.

Le 30 janvier 1876, Henri de Champagny est élu sénateur des Côtes-du-Nord. Il vote constamment avec la droite du Sénat qui devient la minorité après les élections de 1879, et se prononce notamment :
- contre l'article 7 et les lois Ferry sur l'enseignement,
- contre l'application des décrets aux congrégations,
- contre la loi nouvelle (1882) sur le serment judiciaire,
- contre la suspension (1883) de l'inamovibilité de la magistrature,
- contre le divorce (1884).

En 1877, il approuve, comme ses autres collègue sénateurs des Côtes-du-Nord, la dissolution de la Chambre basse voulue par le président de la République. Il est réélu sénateur le 6 janvier 1885, mais meurt trois mois après le renouvellement de son mandat. Après une campagne acharnée, il retourne siéger au Conseil général en 1880, toujours pour le canton de Perros-Guirec.

## Union et postérité
- Fils de Nicolas de Nompère de Champagny (1789-1863), maréchal de camp, député sous la Restauration, et de Caroline de La Fruglaye (1805-1864), Henri épouse, le 30 mai 1858 à Plouvorn, Clémentine (1840-1899), fille de Casimir Audren de Kerdrel (1807-1862), avec qui il eut :
  - Henri Clément Nicolas Marie de Nompère de Champagny (° 1er avril 1859 - † 8 décembre 1933), conseiller général du canton de Perros-Guirec et maire de Pleumeur-Bodou, marié vers 1890, avec une fille de Robert Ernest de Curel (° 1829 - † 1893), avec qui il eut :
    - Henry de Nompère de Champagny (16 septembre 1890 au château de Kerduel (Pleumeur-Bodou) - † Mort pour la France le 14 mars 1944 en déportation au camp de Flossenbürg en Allemagne). Élève de l'École Spéciale Militaire de Saint-Cyr (promotion de la Moskova 1910 - 1914), officier de l'Armée française (colonel) durant les Première et Seconde Guerres mondiales, résistant, maire de Somloire de 1920 à 1944, conseiller général du canton de Vihiers de 1928 à 1938, marié le 16 juin 1919, avec Yvonne des Nouhes de Loucherie (° 13 février 1896 à Paris - † 3 novembre 1988 à Paris), avec qui il eut sept enfants :
      - cinq filles et,
      - deux fils, dont élève de l'École Spéciale Militaire de Saint-Cyr (promotion Général Leclerc 1946 - 1948), dont postérité ;

    - Anne de Nompère de Champagny (° 1892 - † 1955), mariée avec M. de Couëssin du Boisriou ;
    - Yves Marie de Nompère de Champagny, (° 1895 - † 1969) comte de Champagny, 6e duc de Cadore. Par jugement du tribunal civil de la Seine du 18 juillet 1919, confirmé en cour d'appel de Paris le 8 octobre suivant et transcrit sur les régistres d'état civil de Paris VIIIe le 19 novembre 1919, Emma de Nompère de Champagny (° 1858 - † 1932), fille de Jérôme-Paul de Nompère de Champagny, 5e duc de Cadore adopta, sous le nom de « de Nompère de Champagny de Cadore », son « neveu »[4] Yves de Nompère de Champagny de Cadore, arrière-petit-fils de Nicolas de Nompère de Champagny (issu de la branche aînée de la famille). Ce dernier a porté le titre de duc de Cadore conformément aux lettres patentes de Napoléon Ier signées en 1809 permettant la transmission du titre par les femmes[5].
 Yves avait épousé, le 9 mars 1923 à Paris XVIe, Henriette d'Estampes (° 13 juillet 1897 à Paris VIIIe - † 8 juillet 1995 à Paris, inhumée au cimetière du Montparnasse (315 P 1834)), fille du marquis Robert Jacques d'Estampes (° 1862 - † 1930), dont il eut :
      - Henri Marie de Nompère de Champagny (° 1924 - † 2010), comte de Champagny, marquis puis 7e duc de Cadore. Il épouse en 1949, Françoise de Pierre de Bernis († 2010), sans postérité ;
      - Marie Henriette de Nompère de Champagny de Cadore (° 1925 - † 22 octobre 2013). Elle épouse le 22 avril 1950, François de Bodin (° 1922 - † 2000), vicomte de Galembert, dont postérité ;

  - Caroline de Nompère de Champagny (° le 10 septembre 1860 à Plouvorn - † 1932), mariée avec Louis Florian Marie Auguste Gouyon de Beaufort (° 1859 - † 1934), dont postérité.